# Maskenpirol
Der Maskenpirol (Oriolus larvatus) ist eine Vogelart aus der Familie der Pirole. Er ist in Ostafrika und dem südlichen Afrika verbreitet und lebt bevorzugt in Akazienwäldern und baumbestandenen Savannen von der Küste bis in Höhen von 2300 Metern.

## Merkmale
Die Vögel erreichen eine Länge von 20,0 bis 21,5 Zentimetern und ein Gewicht von 59 bis 72 Gramm. Von den fünf Unterarten des Maskenpirols zeichnet sich die Nominatform durch ein auffälliges gelbes Gefieder aus. Kopf, Hals und der obere Brustbereich sind glänzend schwarz, Schulter und Rücken sind gelblich bis gelblich-olivgrün. Der untere Brustbereich, der Bauch und die übrige Unterseite sind leuchtend gelb. Die Handschwingen sind schwarz mit grauweißen Rändern. Die mittleren Schwanzfedern sind grünlich-oliv bis schwärzlich, die übrigen Schwanzfedern schwarz und an den Enden hellgelb, wobei der Gelbanteil bei den äußeren Federn immer mehr zunimmt. Die Iris ist rot, der Schnabel ist braunrot bis leuchtend korallenrot, die Beine sind schiefergrau. Männchen und Weibchen sind äußerlich kaum zu unterscheiden. Halbwüchsige ähneln den adulten Tieren, Kopfoberseite und Kopfseiten sind aber schwärzlich-olivfarben. Die Kehle ist schwärzlich mit gelblichen Einsprengseln und die Brust ist gelb mit schwärzlichen Einsprengseln. Ihre Iris ist braun, der Schnabel schwärzlich und die Beine sind hell blaugrau.
Die Unterart Oriolus larvatus angolensis ist auf der Rückenseite etwas grünlicher als die Nominatform und hat einen kleineren Schnabel und einen kleineren Schwanz. Oriolus larvatus additus ähnelt O. l. angolensis hat aber kürzere Flügel und einen längeren Schnabel. O. l. rolleti ist kleiner als die Nominatform und die gelbe Rückenseite ist heller. O. l. reichenowi ist die kleinste Unterart und unterscheidet sich von allen anderen Unterarten dadurch, dass die gelben Gefiederpartien golden schimmern.
Der Maskenpirol verfügt über ein breites Spektrum verschiedener Lautäußerungen und kann auch andere Vogelarten gut nachahmen, z. B. verschiedene Greifvögel oder den Goldrückenspecht (Dendropicos griseocephalus).

## Lebensweise und Ernährung

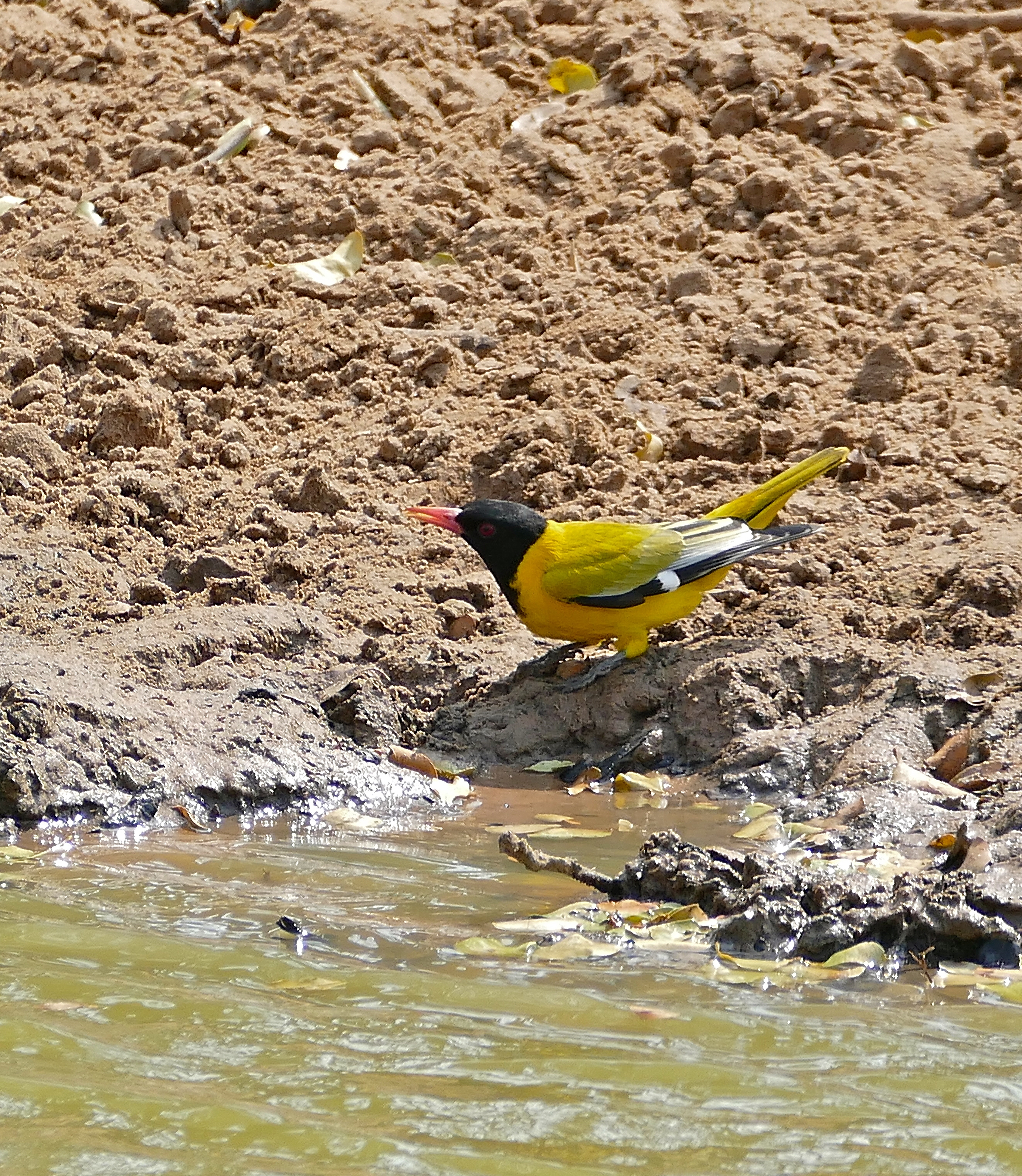
Trinkender Maskenpirol

Die Art kommt sowohl in feuchten Wäldern mit geschlossenem Kronendach als auch in lichten Wäldern, im Miombo und in mit Akazien bestandenen Savannen vor – in Äthiopien auch im dornigen, mit Wacholder bestandenen Buschland. Am häufigsten ist der Maskenpirol in der Nähe und an den Ufern von Gewässern, in Galeriewäldern und in Mangrovenwäldern zu sehen. Er geht auch in Gärten, in Parkanlagen, in landwirtschaftlich genutzte Gebiete, sowie in Plantagen und kommt von Meeresspiegelhöhe bis in Höhen von 2300 Metern vor. Die Art gilt als Standvogel, begrenzte Wanderungen – abhängig vom Nahrungsangebot – wurden von Juli bis September im Osten Sambias, in Simbabwe und im nordöstlichen Südafrika beobachtet.
Der Maskenpirol ernährt sich von Früchten und Beeren, von Samen und Wirbellosen. Zu den konsumierten Früchten gehören Feigen, Mispeln (Japanische Wollmispel), Trauben und Maulbeeren, zu den Wirbellosen gehören Heuschrecken, Käfer, Libellen, Gottesanbeterinnen, Bienen, Termiten, Raupen und Tausendfüßer. Bei Aloen und Korallenbäumen werden auch Nektar und Pollen aufgenommen. Nestlinge werden vor allem mit Raupen gefüttert. Die Vögel begeben sich alleine, paarweise oder in kleinen Gruppen, Halbwüchsige oft auch zusammen mit anderen Vogelarten, auf Nahrungssuche.

## Fortpflanzung
Aufgrund des großen Verbreitungsgebietes brüten Maskenpirole in verschiedenen Gegenden in unterschiedlichen Monaten. Das offene, napfförmige Nest wird fern vom Baumstamm in Höhen von 3 bis 20 Metern zwischen dünnen, sich horizontal verzweigenden Ästen ausschließlich oder vor allem vom Weibchen gebaut. Wo verfügbar, wird es vor allem aus Bartflechten (Usnea) gebaut, ansonsten werden Gräser, Moose, Ranken, Borkenstreifen, Haare und manchmal auch Spinnweben verwendet. Der äußere Durchmesser des Nestes liegt bei 8 bis 10 cm, die Höhe beträgt etwa 10 cm. Der innere Durchmesser liegt bei 6,5 bis 8,5 cm und die Tiefe des Nestes beträgt etwa 3,8 bis 5,5 cm. Das Gelege besteht aus einem bis fünf Eiern, in den meisten Fällen sind es zwei oder drei. Die Eier sind zunächst pink oder beigegrau und verfärben sich später weißlich. Sie sind mit großen grauen, purpurgrauen, rotbraunen, olivbraunen, hellbraunen oder schwärzlichbraunen Flecken und Streifen gemustert und 26,1 bis 32,7 mm lang und 16,7 bis 22,3 mm breit. Das 14- bis 16-tägige Brutgeschäft übernimmt das Weibchen meist völlig allein. In dieser Zeit wird es vom Männchen gefüttert. Die Nestlinge werden von beiden Eltern mit Nahrung versorgt. Sie werden nach 14 bis 20 Tagen flügge.

## Systematik
Der Maskenpirol wurde im Jahr 1823 durch den deutschen Botaniker und Zoologen Martin Hinrich Lichtenstein erstmals wissenschaftlich beschrieben. Als terra typica gab er die britische Kapkolonie an.
Der Maskenpirol ist nah mit dem Bergpirol (Oriolus percivali) verwandt, mit dem er möglicherweise im südlichen Kenia hybridisiert. Vom Bergpirol unterscheidet sich der Maskenpirol in seiner Ökologie und seinem Gesang. Beide Arten bilden zusammen mit dem Grünkopfpirol (O. chlorocephalus), dem São-Tomé-Pirol (O. crassirostris), dem Mönchspirol (O. monacha) und dem Schwarzflügelpirol (O. nigripennis) die “African black-headed group” innerhalb der Gattung Oriolus.
Es werden fünf Unterarten unterschieden:
- Oriolus larvatus rolleti Salvadori, 1864 – südlicher Sudan, Westen und Süden von Äthiopien, Osten der Demokratischen Republik Kongo, Uganda, Kenia, Einzugsgebiet des Victoriasees.
- Oriolus larvatus reichenowi Zedlitz, 1916 – küstennah von Somalia bis Tansania.
- Oriolus larvatus angolensis Neumann, 1905 – von Angola und dem Norden von Namibia im Westen bis Tansania und dem Norden von Mosambik im Osten.
- Oriolus larvatus additus Lawson, 1969 – küstennah vom Süden Tansanias bis in den Süden von Mosambik.
- Oriolus larvatus larvatus Lichtenstein, 1823 – südliches Simbabwe, südliches Mosambik, Eswatini und östliches Südafrika.

## Gefährdung und Schutzmaßnahmen
Da die Art ein riesiges Verbreitungsgebiet (6.000.000 km) hat, in zahlreichen Schutzgebieten vorkommt und keinerlei konkrete Gefährdungen bekannt sind, wird sie von der IUCN als ungefährdet (Least Concern) eingestuft.